# Geneva Open 2025
Geneva Open 2025 a fost un turneu de tenis masculin care s-a jucat pe terenuri de zgură în aer liber. A fost cea de-a 22-a ediție a Openului de la Geneva și a făcut parte din seria ATP 250 a turneului ATP 2025. A avut loc la Tennis Club de Genève din Geneva, Elveția, în perioada 18-24 mai 2025.

## Campioni

### Simplu
Pentru mai multe informații consultați Geneva Open 2025 – Simplu

### Dublu
Pentru mai multe informații consultați Geneva Open 2025 – Dublu

## Puncte și premii în bani

### Distribuția punctelor
| Probă  | C   | F   | SF  | QF | Runda 2 | Runda 1 | Q   | Q2  | Q1  |
| Simplu | 250 | 165 | 100 | 50 | 25      | 0       | 12  | 7   | 0   |
| Dublu  | 250 | 150 | 90  | 45 | N/A     | 0       | N/A | N/A | N/A |

### Premii în bani
| Probă  | C       | F       | SF      | QF      | Runda 2 | Runda 1 | Q2     | Q1     |
| Simplu | €90,675 | €52,980 | €31,090 | €18,015 | €10,460 | €6,390  | €3,200 | €1,745 |
| Dublu* | €31,530 | €16,940 | €9,910  | €5,500  | €3,240  | N/A     | N/A    | N/A    |

*per echipă